# 昆政明
昆 政明（こん まさあき、1950年（昭和25年） - ）は、日本の民俗学者。

## 経歴
青森県十和田市出身。1973年（昭和48年）法政大学卒業。青森県立郷土館で学芸員として約40年間務めたのち、神奈川大学国際日本学部歴史民俗学科教授となった。
和船の研究で著名。

## 著作
- 『ハタハタの海と船』みちのく北方漁船博物館、2005年。
- 『丸木舟と漁 青森県六ヶ所村の伝統漁業』みちのく北方漁船博物館、2006年。